# Francesco Marinelli

Erzbischofswappen von Francesco Marinelli

Francesco Marinelli (* 10. Oktober 1935 in Appignano del Tronto; † 23. Februar 2024 in Urbino) war ein italienischer Geistlicher und römisch-katholischer Erzbischof von Urbino-Urbania-Sant’Angelo in Vado.

## Leben
Francesco Marinelli empfing am 25. März 1961 die Priesterweihe für das Bistum Ascoli Piceno.
Papst Johannes Paul II. ernannte ihn am 11. März 2000 zum Erzbischof von Urbino-Urbania-Sant’Angelo in Vado. Der Kardinalvikar der Diözese Rom und Erzpriester der Lateranbasilika, Camillo Ruini, spendete ihm am 29. April desselben Jahres im Dom von Ascoli Piceno die Bischofsweihe; Mitkonsekratoren waren Silvano Montevecchi, Bischof von Ascoli Piceno, und Marcello Morgante, Altbischof von Ascoli Piceno, der ihn zum Priester geweiht hatte. Die Amtseinführung im Erzbistum Urbino-Urbania-Sant’Angelo in Vado fand am 27. Mai 2000 statt. 
Am 24. Juni 2011 nahm Papst Benedikt XVI. seinen altersbedingten Rücktritt an. Francesco Marinelli starb am 23. Februar 2024 im Krankenhaus von Urbino im Alter von 88. Jahren.
Francesco Marinelli war Großoffizier im Ritterorden vom Heiligen Grab zu Jerusalem.